# Jason Bateman
Jason Kent Bateman (New York, 1969. január 14. –) Primetime Emmy- és Golden Globe-díjas amerikai színész.
Karrierjét tiniszínészként kezdte, majd olyan filmekben is szerepelt, mint A királyság, a Juno, a Hancock, Egek ura és a Förtelmes főnökök, valamint annak folytatása.

## Élete és pályafutása
Bateman New Yorkban született, anyja, Victoria Elizabeth légiutas-kísérő volt a Pan Am Légitársaságnál. Apja, Kent Bateman színész, író és rendező, a filmek és a televízió világában működött, a repertoár színpad alapítója Hollywoodban. Jason nővére, Justine Bateman szintén színész.

## Filmográfia

### Film

#### Rendező és producer
| Év   | Magyar cím                    | Eredeti cím              | Feladatkör | Feladatkör |
| Év   | Magyar cím                    | Eredeti cím              | Rendező    | Producer   |
| ---- | ----------------------------- | ------------------------ | ---------- | ---------- |
| 2012 |                               | Mansome (dokumentumfilm) | Nem        | Vezető     |
| 2013 | Személyiségtolvaj             | Identity Thief           | Nem        | Igen       |
| 2013 | Szaftos szavak                | Bad Words                | Igen       | Igen       |
| 2015 | Vicceskedők                   | The Family Fang          | Igen       | Igen       |
| 2018 | Éjszakai játék                | Game Night               | Nem        | Igen       |
| 2023 | Nálad vagy nálam?             | Your Place or Mine       | Nem        | Igen       |
| 2023 | A bérgyilkos, aki nem is volt | The Hit Man              | Nem        | Igen       |
| 2023 |                               | Hell of a Summer         | Nem        | Vezető     |

#### Színész
| Év   | Magyar cím                      | Eredeti cím                           | Szerep                       | Magyar hang                            |
| ---- | ------------------------------- | ------------------------------------- | ---------------------------- | -------------------------------------- |
| 1986 |                                 | How Can I Tell If I'm Really In Love? | önmaga                       |                                        |
| 1987 | Az ifjú farkasember 2.          | Teen Wolf Too                         | Todd Howard                  | Czvetkó Sándor                         |
| 1991 | Rögbi bunda                     | Necessary Roughness                   | Jarvis Edison                | Breyer Zoltán (1. magyar változat)     |
| 1991 | Rögbi bunda                     | Necessary Roughness                   | Jarvis Edison                | Haás Vander Péter (1. magyar változat) |
| 1991 | Rögbi bunda                     | Necessary Roughness                   | Jarvis Edison                | Juhász Zoltán (2. magyar változat)     |
| 1992 | Vázlatok                        | Breaking the Rules                    | Phil Stepler                 |                                        |
| 1999 | A férjfogó                      | Love Stinks                           | Jesse Travis                 | Galbenisz Tomasz                       |
| 2001 | Tökös srác                      | Sol Goode                             | Spider                       |                                        |
| 2002 | Édes kis semmiség               | The Sweetest Thing                    | Roger Donahue                | Kardos Róbert                          |
| 2004 | Starsky és Hutch                | Starsky & Hutch                       | Kevin Jutsum                 | Tarján Péter                           |
| 2004 | Kidobós: Sok flúg disznót győz  | Dodgeball: A True Underdog Story      | Pepper Brooks                | Kerekes József                         |
| 2006 | Szakíts, ha bírsz               | The Break-Up                          | Mark Riggleman               |                                        |
| 2006 | Arthur és a villangók           | Arthur and the Invisibles             | Darkos (hangja)              | ifj. Jászai László                     |
| 2006 | Csapd le Chipet!                | The Ex                                | Chip Sanders                 | Czvetkó Sándor                         |
| 2006 | Füstölgő ászok                  | Smokin' Aces                          | Rupert "Rip" Reed            | Földi Tamás                            |
| 2007 | A királyság                     | The Kingdom                           | Adam Leavitt                 | Kárpáti Levente                        |
| 2007 | Juno                            | Juno                                  | Mark Loring                  | Tóth Roland                            |
| 2007 | Mr. Magorium meseboltja         | Mr. Magorium's Wonder Emporium        | Henry Weston                 | Lux Ádám                               |
| 2008 | Az előléptetés                  | The Promotion                         | elvonulás vezetője           | Sörös Miklós                           |
| 2008 | Lepattintva                     | Forgetting Sarah Marshall             | nyomozó (cameo)              | Moser Károly                           |
| 2008 | Hancock                         | Hancock                               | Ray Embrey                   | Gyabronka József                       |
| 2008 | Trópusi vihar                   | Tropic Thunder                        | önmaga (cameo)               |                                        |
| 2009 | A dolgok állása                 | State of Play                         | Dominic Foy                  | Csankó Zoltán                          |
| 2009 | Lódító hódító                   | The Invention of Lying                | doktor (cameo)               | Maday Gábor                            |
| 2009 | Egek ura                        | Up in the Air                         | Craig Gregory                | Rajkai Zoltán                          |
| 2009 | Kivonat                         | Extract                               | Joel Reynolds                | Lux Ádám                               |
| 2009 | Páros mellékhatás               | Couples Retreat                       | Jason Smith                  | Rajkai Zoltán                          |
| 2010 | Sejtcserés támadás              | The Switch                            | Wally Mars                   | Görög László                           |
| 2011 | Paul                            | Paul                                  | Lorenzo Zoil ügynök          | Csankó Zoltán                          |
| 2011 | Förtelmes főnökök               | Horrible Bosses                       | Nick Hendricks               | Gyabronka József                       |
| 2011 | Testcsere                       | The Change-Up                         | Dave Lockwood / Mitch Planko | Czvetkó Sándor                         |
| 2012 | Üss vagy fuss!                  | Hit and Run                           | Keith Yert rendőr            | Makranczi Zalán                        |
| 2012 |                                 | Mansome (dokumentumfilm)              | önmaga                       |                                        |
| 2012 | Lekapcsolódás                   | Disconnect                            | Rich Boyd                    | Czvetkó Sándor                         |
| 2013 | Személyiségtolvaj               | Identity Thief                        | Sandy Patterson              | Gyabronka József                       |
| 2013 | Szaftos szavak                  | Bad Words                             | Guy Trilby                   | Csankó Zoltán                          |
| 2014 |                                 | Pump                                  | narrátor                     |                                        |
| 2014 | A leghosszabb hét               | The Longest Week                      | Conrad Valmont               | Anger Zsolt                            |
| 2014 | Itthon, édes otthon             | This Is Where I Leave You             | Judd Altman                  | Gyabronka József                       |
| 2014 | Förtelmes főnökök 2.            | (Horrible Bosses 2)                   | Nick Hendricks               | Gyabronka József                       |
| 2015 |                                 | A Lego Brickumentary                  | narrátor                     |                                        |
| 2015 | Az ajándék                      | The Gift                              | Simon Callem                 | Czvetkó Sándor                         |
| 2015 | Vicceskedők                     | The Family Fang                       | Baxter Fang                  | Fekete Ernő                            |
| 2016 | Zootropolis – Állati nagy balhé | Zootopia                              | Nick Wilde (hangja)          | Zámbori Soma                           |
| 2016 | Központi hírszerzés             | Central Intelligence                  | Trevor Olson (cameo)         | Czvetkó Sándor                         |
| 2016 | Hivatali karácsony              | Office Christmas Party                | Josh Parker                  | Gyabronka József                       |
| 2018 | Éjszakai játék                  | Game Night                            | Max Davis                    | Gyabronka József                       |
| 2021 | A lecsap csapat                 | Thunder Force                         | Rák                          | Czvetkó Sándor                         |
| 2023 | Air – Harc a legendáért         | Air                                   | Rob Strasser                 | Czvetkó Sándor                         |
| 2023 | Volt egyszer egy stúdió         | Once Upon a Studio                    | Nick Wilde (hangja)          | Zámbori Soma                           |
| 2023 | Bolondok paradicsoma            | Fool's Paradise                       | SPFX technikus               | Czvetkó Sándor                         |
| 2024 | Kézipoggyász                    | Carry-On                              | Az utazó                     | Czvetkó Sándor                         |

### Televízió
| Év        | Magyar cím                        | Eredeti cím                         | Szerep                      | Megjegyzések                                                                    |
| --------- | --------------------------------- | ----------------------------------- | --------------------------- | ------------------------------------------------------------------------------- |
| 1981–1982 | A farm, ahol élünk                | Little House on the Prairie         | James Cooper Ingalls        | 21 epizód                                                                       |
| 1982–1984 |                                   | Silver Spoons                       | Derek                       | 21 epizód                                                                       |
| 1984      |                                   | The Fantastic World of D.C. Collins | Addison Cromwell            | tévéfilm                                                                        |
| 1984      | Knight Rider                      | Knight Rider                        | Doug Wainwright             | - 1 epizód (Az elveszett autó) - magyar hangja: - Benedikty Marcell             |
| 1984–1985 |                                   | It's Your Move                      | Matthew Burton              | 18 epizód                                                                       |
| 1985      |                                   | Robert Kennedy & His Times          | Joe Kennedy III             | minisorozat (3 epizód)                                                          |
| 1986      |                                   | Mr. Belvedere                       | Sean                        | 1 epizód                                                                        |
| 1986      | Egy kórház magánélete             | St. Elsewhere                       | Tim Moynihan                | 1 epizód                                                                        |
| 1986      |                                   | The Wonderful World of Disney       | Steve Tilby                 | 1 epizód                                                                        |
| 1986–1991 |                                   | The Hogan Family                    | David Hogan                 | főszereplő (110 epizód)                                                         |
| 1987      |                                   | Bates Motel                         | Tony Scotti                 | tévéfilm                                                                        |
| 1988      | Mozgó célpont                     | Moving Target                       | Toby Kellogg                | - tévéfilm - magyar hangja: - Lux Ádám                                          |
| 1988      |                                   | Our House                           | Brian Gill                  | 1 epizód                                                                        |
| 1988      |                                   | Crossing the Mob                    | Philly                      | tévéfilm                                                                        |
| 1992      | Pokol a tengeren                  | A Taste for Killing                 | Blaine Stockard III         | tévéfilm                                                                        |
| 1994      | Vallomások – A gonosz két arca    | Confessions: Two Faces of Evil      | Bill Motorshed              | - tévéfilm - magyar hangja: - Boros Zoltán                                      |
| 1994      | Ez nem lehet szerelem             | This Can't Be Love                  | Grant                       | - tévéfilm - magyar hangja: - Dózsa Zoltán                                      |
| 1994      |                                   | Black Sheep                         | Jonathan Kelley             | próbaepizód                                                                     |
| 1995      |                                   | Burke's Law                         | Jason Ripley                | 1 epizód                                                                        |
| 1995      | Nyomoz a páros: Egy arc a múltból | Hart to Hart: Secrets of the Hart   | Stuart Morris               | 1 epizód                                                                        |
| 1995–1996 |                                   | Simon                               | Carl Himple                 | főszereplő (21 epizód)                                                          |
| 1996      |                                   | Ned & Stacey                        | Bobby Van Lowe              | 1 epizód                                                                        |
| 1997      |                                   | Chicago Sons                        | Harry Kuichak               | 13 epizód                                                                       |
| 1997–1998 |                                   | George and Leo                      | Ted Stoody                  | 22 epizód                                                                       |
| 2000      | Vágyrajárók                       | Rude Awakening                      | Ryan                        | 1 epizód                                                                        |
| 2001      | Lökött lakótársak                 | Some of My Best Friends             | Warren Fairbanks            | 8 epizód                                                                        |
| 2002      |                                   | The Jake Effect                     | Jake Galvin                 | 7 epizód                                                                        |
| 2003      | Alkonyzóna                        | The Twilight Zone                   | Scott Crane                 | 1 epizód                                                                        |
| 2003–2019 | Az ítélet: család                 | Arrested Development                | Michael Bluth               | - főszereplő (84 epizód) - rendező (1 epizód) - magyar hangja: - Czvetkó Sándor |
| 2005–2020 | A Simpson család                  | The Simpsons                        | önmaga / Max Davis (hangja) | 2 epizód                                                                        |
| 2005–2020 | Saturday Night Live               | Saturday Night Live                 | önmaga (házigazda)          | 2 epizód                                                                        |
| 2005      | Texas királyai                    | King of the Hill                    | Dr. Leslie (hangja)         | 1 epizód                                                                        |
| 2005      | Az igazság ligája: Határok nélkül | Justice League Unlimited            | Hermész (hangja)            | 1 epizód (Az egyensúly)                                                         |
| 2005      | Tündéri keresztszülők             | The Fairly OddParents               | Tommy (hangja)              | 1 epizód                                                                        |
| 2006      | Dokik                             | Scrubs                              | Mr. Sutton                  | 1 epizód                                                                        |
| 2009      |                                   | Sit Down, Shut Up                   | Larry Littlejunk (hangja)   | 1 epizód                                                                        |
| 2013      |                                   | Yo Gabba Gabba!                     | Bateman                     | 1 epizód                                                                        |
| 2014      |                                   | Growing Up Fisher                   | narrátor (hangja)           | - főszereplő (12 epizód) - vezető producer (11 epizód)                          |
| 2015      | Muppet Show                       | The Muppets                         | önmaga                      | 1 epizód                                                                        |
| 2017      |                                   | Nobodies                            | önmaga                      | 1 epizód                                                                        |
| 2017–2022 | Ozark                             | Ozark                               | Martin “Marty” Byrde        | - főszereplő - rendező és vezető producer - magyar hangja: - Czvetkó Sándor     |
| 2018–2020 | Most nevess!                      | Kidding                             | nem szerepel                | vezető producer (20 epizód)                                                     |
| 2020      | A kívülálló                       | The Outsider                        | Terry Maitland              | - főszereplő (4 epizód) - vezető producer (10 epizód) - rendező (2 epizód)      |
| 2020      | A Teacher                         | A Teacher                           | nem szerepel                | minisorozat vezető producer                                                     |
| 2022      |                                   | Under the Banner of Heaven          | nem szerepel                | minisorozat vezető producer                                                     |
| 2023      | A floridai férfi                  | Florida Man                         | nem szerepel                | vezető producer                                                                 |
| 2023      | Minden kémia                      | Lessons in Chemistry                | nem szerepel                | vezető producer                                                                 |
| 2023–     | Igaz történet alapján             | Based on a True Story               | nem szerepel                | vezető producer                                                                 |

## Fordítás
- Ez a szócikk részben vagy egészben  a   Jason Bateman című angol Wikipédia-szócikk fordításán alapul.  Az eredeti cikk szerkesztőit annak laptörténete sorolja fel. Ez a jelzés csupán a megfogalmazás eredetét és a szerzői jogokat jelzi, nem szolgál a cikkben szereplő információk forrásmegjelöléseként.